# ماهر عبدالحفیظ حجار
ماهر عبدالحفیظ حجار (متولد ۱۹۶۸  دبیرکل حزب ارادهٔ خلق و نمایندهٔ مردم حلب در مجلس خلق سوریه از فهرست جبهۀ خلق برای رهایی و تغییر - که در انتخابات مجلس گذشته با فهرست حزب بعث رقابت می‌کرد - در انتخابات سوریه نام‌نویسی کرده‌است. وی پیشتر عضو حزب کمونیست سوریه بوده‌است که از آنان جدا شد بعدتر با برخی رهبران حزب کمونیست کمیتهٔ ملی اتحاد کمونیست‌های سوری را پایه‌گذاری کرد که در سال ۲۰۱۱ میلادی به «حزب ارادهٔ خلق» تغییر نام داد.